# Tanjong Tok Blang
Tanjong Tok Blang is een bestuurslaag in het regentschap Aceh Timur van de provincie Atjeh, Indonesië. Tanjong Tok Blang telt 775 inwoners (volkstelling 2010).